# Evaristo Isasi
Evaristo Isasi Colmán (26 października 1955 w Asunción) – piłkarz paragwajski występujący podczas kariery na pozycji napastnika.

## Kariera klubowa
Isasi rozpoczął karierę piłkarską w Club General Artigas de Mariano Roque Alonso w 1970. Kolejnymi jego klubami były Atlético Juventud i General Caballero Asunción. W 1974 przeszedł do najsłynniejszego paragwajskiego klubu Olimpii Asunción.
W Olimpii występował do końca swej kariery do 1988 i zdobył z nią w tym czasie sześciokrotnie mistrzostwo Paragwaju w 1975, 1978, 1979, 1980, 1985 i 1988. Na arenie międzynarodowej zdobył z Olimpią Copa Libertadores 1979 (strzelił 3 bramki w rozgrywkach i wystąpił w obu meczach finałowych) oraz Puchar Interkontynentalny. Isasi wystąpił obu meczach ze szwedzkim Malmö FF, w pierwszym meczu zdobywając jedyną bramkę w meczu.

## Kariera reprezentacyjna
Isasi występował w reprezentacji Paragwaju w latach 1977–1981. W 1979 uczestniczył w turnieju Copa América, który zakończył się tryumfem Guaranich. W tuenieju Isasi wystąpił w sześciu meczach z Ekwadorem, Urugwajem, dwóch meczach półfinałowych z Brazylii oraz dwóch meczach finałowych z Chile.
W 1986 był kadrze na Mistrzostwa Świata. Na turnieju w Meksyku był rezerwowym i nie wystąpił w żadnym meczu. Ogółem w latach 1977–1981 rozegrał w reprezentacji 17 meczów, w których strzelił 2 bramki.